# معهد التراث العلمي العربي
معهد التراث العلمي العربي، مقره الدائم في مدينة حلب في سورية. تم افتتاحه عام 1976. وهو المعهد الأول المتخصص في تاريخ العلوم العربية في الوطن العربي.

## أقسام المعهد
يضم المعهد أربعة أقسام هي: 
1. قسم تاريخ العلوم الأساسية.
2. قسم العلوم الطبية.
3. قسم العلوم التطبيقية.
4. قسم التراث العُمراني وعلوم الآثار.

## مهام المعهد
- كشف مساهمات العرب والمسلمين وما حققوه من إبداع علمي متميز وإبراز فضلهم على الحضارة الإنسانية.
- إقامة المؤتمرات الدورية السنوية وعقد الندوات العالمية في تاريخ العلوم العربية.
- تحقيق ودراسة ونشر المخطوطات العلمية.
- تأهيل الباحثين بمنحهم درجات الماجستير والدكتوراه في تاريخ العلوم العربية المختلفة.

## مكتبة المعهد
تعتبر مكتبة المعهد من أغنى المكتبات العربية، خاصة في مجال كتب التراث العلمي والمخطوطات القديمة. وتضم ثلاثة أقسام رئيسية هي: مكتبة المجلات والكتب والدوريات. وتضم كتبًا نادرة ومجلات قديمة وعريقة في مجال تاريخ العلوم. وتضم المكتبة حاليا 11970 كتابًا عربيًا و9360 كتابًا أجنبيًا، وفيها أيضًا 365 عنوانًا لمجلات عربية ودورية، و225 عنوانًا لمجلات أجنبية، و1500 كتيب نشرات وكراسات، وهناك مقتنيات أخرى من الوثائق وحجج الاوقاف والافلام السينمائية والخرائط والموسوعات. كذلك هناك قسم صور المخطوطات «الميكروفيلمات» ويضم 2251 ميكروفيلما وميكروفيشا تشكل 2800 عنوان معظمها باللغة العربية ومنها بالفارسية والتركية العثمانية والسريانية والكرشونية ويوجد حوالي 50 ميكروفيلما باللغات الإنجليزية والفرنسية والألمانية والإسبانية والإيطالية.
وهناك أيضًا صور (ميكروفيلمية) عن مخطوطات مكتب معهد التراث الأصلية البالغ عددها قرابة 462 مخطوطة معظمها علمية. 
ومن أبرز منشورات المعهد من الكتب والمخطوطات المحقَّقة:
- في مجال تاريخ العلوم الأساسية:
  - رياضيات بهاء الدين العاملي (953 ـ 1301هـ)
  - البيروني (إفراد المقال في أمر الظلال)
  - كتاب الفلك لابن الشاطر وغيرها.
- في تاريخ العلوم التطبيقية:
  - كتاب تقي الدين والهندسة الميكانيكية العربية مع كتاب الطرق السنية من القرن السادس عشر.
- في تاريخ العلوم الطبية:
  - كتاب (ما الفارق) للرازي.
  - (الأقرباذين) للقلانسي
  - (دفع المضار الكلية) لابن سينا.

## وصلات خارجية
- آلاف العناوين في مكتبة معهد التراث العلمي العربي بحلب، جريدة الشرق الأوسط، الاحـد 08 جمـادى الثانى 1425 هـ 25 يوليو 2004، العدد 9371
- معهد التراث العلمي العربي علامة مميزة لجامعة حلب، جريدة الجماهير، الجمعة 21-3-2008